# Шабанова, Галина Александровна
Галина Александровна Шабанова (род. 5 ноября 1935, Москва, Россия) — российская художница, выпускница Московского училища живописи, ваяния и зодчества. Работы Галины Шабановой написаны в стиле магического реализма. Также она была художницей-авангардисткой: на её художественные стили повлиял фовизм. Как дизайнер, она была известна созданием декораций и костюмов для кино. Она также была оператором-постановщиком и сценографом в фильмах.

## Биография
Родилась в семье хирурга А. Н. Шабанова, её брат — А. А. Шабанов (ум. 2023).
Была ученицей Юрия Пименова, также дружила с Сергеем Параджановым и Андреем Тарковским.
Галина Шабанова в 1951 году поступила в Московское училище живописи, ваяния и зодчества, которое закончила в 1955 году. С 1955 по 1960 год она посещала ВГИК.
В 1962 году начала работать сценографом и оператором на производстве «Мосфильм».
Несколько лет занималась созданием витражей. Является первой советской художницей, которая применила технику тюбаж или эмейл тубе на цветном стекле.
Шабанова проводила художественные исследования вместе с Сергеем Параджановым и Андреем Тарковским. Её вдохновляли русское народное творчество, а также модернизм. Фильм Андрея Тарковского «Ностальгия» 1983 года был вдохновлен магическим реализмом Галины Шабановой.
До посещения Италии работах Шабановой часто изображались фантастические элементы, воображаемые порталы в пейзажи и города страны.
Шабанова переехала в Италию в 1997 году.
Как вспоминала её дочь, она «много лет отработала на „Мосфильме“, училась в Суриковской школе, закончила ВГИК, где подружилась с Тарковским, Шпаликовым, Левенталем». Там же она познакомилась с будущим супругом — переводчиком Валерием Сировским. Крестным отцом их дочери Анастасии, которая позже стала супругой С. В. Ястржембского (поженились в 2004 году), является Сергей Параджанов, а первым супругом — сын Андрея Тарковского, так же Андрей. Анастасия Ястржембская вспоминала: «Мы с Андреем поженились в 18 лет и прожили вместе десять лет». У Галины Шабановой также был сын, старший брат Анастасии Ястржембской. Анастасия Ястржембская училась во Флоренции, является специалистом в области истории искусств и архитектуры. В браке с Ястржембским у них родились дочь Анисья и сын Милан.

## Выставки живописи
- 1982 — Рим, куратор Франческо Рози
- 1983 — Москва, Секретный музей
- 1987 — ЦДХ, Москва
- 2006 — Флоренция
- 2006 — Москва, Российская академия художеств, «20 лет спустя»

## Фильмография
- 1965 — Застава Ильича — эпизод
- 1968 — Маленький школьный оркестр
- 1969 — Сюжет для небольшого рассказа
- 1967 — Тихая Одесса
- 1968 — Солдат и царица
- 1969 — Вальс
- 1971 — Ты и я
- 1972 — Руслан и Людмила
- 1974 — Большой аттракцион
- 1977 — Бирюк
- 1985 — Вишнёвый омут

## Награды
- Палаццо Веккьо. Флоренция, 1999.